# كهن كبير (كوه بنج)
کهن کبير (بالفارسية: کهن کبیر) هي قرية تقع في إيران في البلدة المركزية.